# Friedhöfe in Linz
In Linz existieren insgesamt 11 Friedhöfe, welche verschiedenen Rechtsträgern unterstehen: So werden vier Friedhöfe von der Linz AG im Auftrag des Magistrats der Stadt Linz, fünf von Einrichtungen der römisch-katholischen Kirche und zwei von anderen Trägern betreut.

## Liste der Friedhöfe
| Friedhof                      | Lage               | Verwaltung                                 | Kommentar |
| ----------------------------- | ------------------ | ------------------------------------------ | --- |
| Friedhof Ebelsberg            | Linz-Ebelsberg     | römisch-katholische Pfarre Ebelsberg       | Urkundlich erstmals im 13. Jahrhundert erwähnt. Seit 15. Oktober 2009 unter Denkmalschutz. |
| Jüdischer Friedhof            | Linz-Lustenau      | Israelitische Kultusgemeinde Linz          | Auf allen Seiten vom St. Barbara-Friedhof umschlossen, überstand durch Vereinbarung mit der Stadtpfarre Linz die Zeit des Nationalsozialismus. Seit 15. Oktober 2009 unter Denkmalschutz.                                                                                   |
| Urnenhain Kleinmünchen        | Linz-Kleinmünchen  | Linz AG                                    | Besteht seit Anfang des 19. Jahrhunderts, umfasst ein Areal von rund 9000 m². Wurde Ende des 20. Jh. in einen Urnenfriedhof umgewidmet. |
| Bergfriedhof Pöstlingberg     | Puchenau           | Linz AG                                    | 1785 aufgrund der Josephinischen Reformen angelegt, charakteristisch sind die schmiedeeisernen Grabkreuze. |
| Soldatenfriedhof Pöstlingberg | Linz-Pöstlingberg  | Österreichisches Schwarzes Kreuz           | Die auch „Soldatenfriedhof beim Petrinum“ oder „Kriegerfriedhof Pöstlingberg“ genannte Anlage enthält die Gräber von 563 Opfern des Ersten und 22 des Zweiten Weltkrieges. Der Friedhof gilt als Mahnmal gegen den Krieg und für den Frieden und steht unter Denkmalschutz. |
| St. Barbara-Friedhof          | Linz-Lustenau      | St. Barbara-Gottesackerstiftung            | Die größte und wichtigste Begräbnisstätte innerhalb des Stadtgebietes wurde mehrfach erweitert und steht allen Konfessionen offen. |
| Friedhof St. Magdalena        | Linz-St. Magdalena | römisch-katholische Pfarre St. Magdalena   | Geht Überlieferungen nach bis auf das 17. Jahrhundert zurück. 1835 neu angelegt und seitdem mehrfach erweitert. |
| Friedhof St. Margarethen      | Linz-Froschberg    | römisch-katholische Pfarre St. Margarethen | Friedhof der Kalvarienbergkirche St. Margarethen, kleinster Linzer Friedhof. Besteht seit 1792, umfasst etwa 40 Gräber, wird bis in die Gegenwart belegt. |
| Stadtfriedhof Linz/St. Martin | Traun              | Linz AG                                    | Mit einer Fläche von 60 Hektar größter und jüngster Linzer Friedhof; liegt bereits auf dem Gebiet von Traun. |
| Pfarrfriedhof Urfahr          | Linz-Urfahr        | römisch-katholische Stadtpfarre Urfahr     | 1786 aufgrund der Josephinischen Reformen im Garten des aufgehobenen Kapuzinerklosters angelegt und gehört seither zur Stadtpfarre Urfahr. |
| Urnenhain Urfahr              | Linz-Urfahr        | Linz AG                                    | Seit 1929. Standort des Linzer Krematoriums, das 2003 durch einen Neubau ersetzt wurde. Der Urnenhain Urfahr steht seit 15. Oktober 2009 unter Denkmalschutz. |